# Gretel & Hänsel
Gretel & Hänsel (Originaltitel: Gretel & Hansel) ist ein US-amerikanischer Horrorfilm von Regisseur Oz Perkins aus dem Jahr 2020. Der Film basiert lose auf dem Märchen Hänsel und Gretel der Brüder Grimm. Die Hauptrollen übernahmen Sophia Lillis und Sammy Leakey.

## Handlung
Einst wurde in einem Dorf ein schönes, allerdings krankes Mädchen geboren. Da diesem nur wenig Überlebenschancen zugerechnet wurden, brachte es ihr Vater zur Hexe Enchantress, die sie heilte und ihr gleichzeitig einige ihrer Kräfte übertrug. So konnte das Kind fortan die Zukunft anderer Menschen sehen, allerdings auch Leben nehmen. Nachdem das Mädchen mehrere Menschen, darunter ihren Vater, getötet hatte und es unter dem Namen „das Kind mit der pinken Haube“ bekannt wurde, brachten sie die Dorfbewohner in einen Wald und ließen sie dort zum Sterben zurück.
Einige Jahre später werden die Geschwister Hänsel und Gretel von ihrer verwitweten Mutter verstoßen, da diese die Familie nicht ernähren kann. Nachdem beide zunächst versuchen, bei einer bekannten Bäuerin unterzukommen, nimmt sie schließlich ein Jäger für eine Nacht auf und gibt ihnen Essen und ein Bett. Er empfiehlt beiden, die sogenannten Waldmenschen aufzusuchen, bei denen sie Arbeit und Essen finden würden. So brechen die Geschwister am nächsten Tag auf, werden jedoch schon bald von stetig wachsendem Hunger geplagt. Schließlich entdecken sie im Wald ein offenbar belebtes Haus, in dem sich durch die Fenster allerlei Speisen erkennen lassen.
Hänsel steigt daraufhin in das Haus ein und versucht, Essen zu stehlen, wird allerdings von der Bewohnerin, einer Hexe in Gestalt einer alten Frau, erwischt. Zu Gretels Überraschung bietet die Dame den beiden Kindern ein Bett für die Nacht und ihre Speisen an. Auch in den nächsten Tagen macht die Frau keine Anstalten, ihre Gäste aus dem Haus zu werfen, sodass Gretel im Gegenzug zur Unterkunft anbietet, im Haus Arbeiten zu verrichten. Hänsel lernt daraufhin den Umgang mit der Axt, während Gretel zunehmend von der Hexe unterrichtet wird. So lernt sie, wie sie Objekte durch Gedankensteuerung bewegen und kontrollieren kann. Doch allmählich wächst in ihr ein Unwohlsein heran, als sie in den Nächten zunehmend Alpträume hat und am Tage unzählige Puppen rund um das Haus findet.
Nachdem Gretel einen weiteren Alptraum hatte, in dem Hänsel zurück zu seiner Mutter wollte und sie ihn daraufhin verstieß, stellt sie am nächsten Morgen fest, dass ihr kleiner Bruder tatsächlich verschwunden ist. Durch weitere Träume und Visionen erkennt sie schließlich das wahre Böse: Die Hexe tötete unzählige Kinder und verwandelte ihre Überreste in die leckeren Speisen. Als Gretel sie mit diesen Anschuldigungen konfrontiert und sie auch für Hänsels Verschwinden verantwortlich macht, offenbart die Frau ihre Vergangenheit: sie war die Mutter des Kindes mit der pinken Haube, das sich auch noch nach ihrer Verstoßung an ihre Mutter klammerte, sodass einige ihrer Kräfte an die Frau übergingen, woraufhin diese der Schattenwelt verfiel.
In der Nacht erkundet Gretel weiter das Haus und findet so ihren Bruder in einem geheimen Kellerraum. Dort plant die Hexe, den Jungen über offenem Feuer zu braten und Gretel dabei zusehen zu lassen. Diese nutzt jedoch ihre erlernten Fähigkeiten und fixiert die Hexe selbst über dem Feuer, sodass diese stirbt und Hänsel gerettet wird. Am nächsten Tag schickt Gretel Hänsel auf einem Pferd hinfort in Richtung der Waldmenschen, da ihr Bruder ab nun seinen eigenen Weg gehen müsste. Gretel selbst bleibt in dem Haus, um den Platz der Hexe einzunehmen, dabei allerdings dem Licht statt dem Schatten zu folgen.

## Produktion

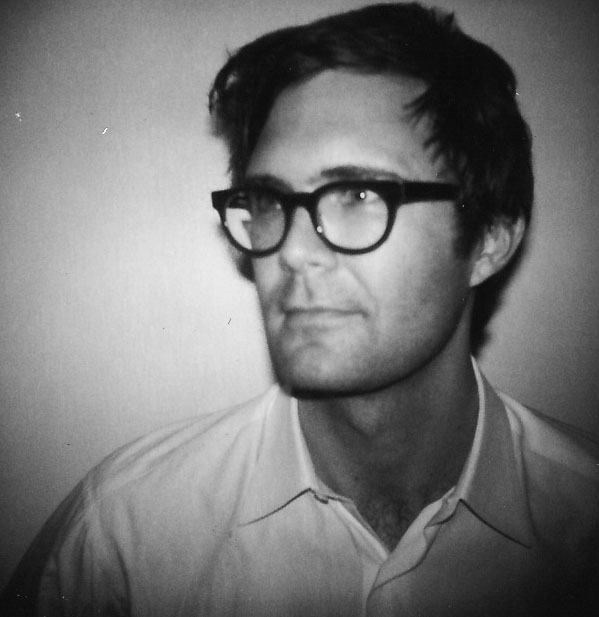
Regisseur Oz Perkins

Im Oktober 2018 wurde bekannt, dass Sophia Lillis im als Neuinterpretation des Märchens beschriebenen Film Gretel & Hänsel von Orion Pictures eine Hauptrolle übernehmen sollte. Als Regisseur wurde Oz Perkins angekündigt, der zusammen mit Rob Hayes das Drehbuch schrieb. Als Produzenten fungierten Fred Berger und Brian Kavanaugh-Jones, Executive Producer war Sandra Yee Ling. Die Dreharbeiten begannen Anfang November 2018 in Dublin, Irland mit Kameramann Galo Olivares. Unter anderem erfolgten Aufnahmen auf dem Jagdschloss The Hell Fire Club in der Nähe von Tallaght. Zeitgleich zum Drehbeginn wurde das Mitwirken von Sammy Leakey, Charles Babalola, Alice Krige und Jessica De Gouw öffentlich.
Regisseur Perkins äußerte sich im Vorfeld über den Film, man wollte einige Coming-of-Age-Aspekte mit einbauen. So schrieb man unter anderem Gretel deutlich älter als ihren Bruder, um so thematisieren zu können, dass Gretels Entwicklung durch Hänsel behindert werde. Des Weiteren führte Perkins aus, dass er beim Casting der Hexe nicht wusste, nach welchem Darstellertyp er suche. So wollte er die Hexe auch aufgrund des historischen Hintergrundes nicht als grundsätzlich böse, sondern eher machtvoll darstellen. Schließlich wurde er von Kriges Vorstellung überzeugt. Im April 2019 wurde der US-amerikanische Starttermin auf Januar 2020 datiert.
Ein erster Trailer wurde am 2. Januar 2020 veröffentlicht. Gretel & Hänsel kam schließlich am 31. Januar 2020 in die US-amerikanischen Kinos. Bereits am 7. April 2020 erschien der Film im nordamerikanische Raum digital und am 5. Mai 2020 schließlich auch auf DVD und Blu-ray. Ein deutscher Kinostart erfolgte am 9. Juli 2020.

## Synchronisation
Die deutschsprachige Synchronisation entstand unter der Dialogregie und nach einem Dialogbuch von Stephan Hoffmann bei EuroSync.
| Rolle                 | Darsteller          | Synchronsprecher  |
| --------------------- | ------------------- | ----------------- |
| Gretel                | Sophia Lillis       | Stella Sommerfeld |
| Hänsel                | Sammy Leakey        | Marcello Renne    |
| Hexe                  | Alice Krige         | Katharina Koschny |
| junge Hexe            | Jessica De Gouw     | Ronja Peters      |
| Mutter                | Fiona O’Shaughnessy | Cathlen Gawlich   |
| Jäger                 | Charles Babalola    | Matti Klemm       |
| Kind mit pinker Haube | Giulia Doherty      | Noa Sarah Hadad   |
| Master Stripp         | Donncha Crowley     | Marco Kröger      |

## Rezeption

### Altersfreigabe
In den Vereinigten Staaten wurde der Film von der MPA mit einem PG-13-Rating versehen. In Deutschland erhielt der Film von der FSK eine Freigabe ab 16 Jahren. In der Begründung heißt es, für Jugendliche ab 16 Jahren sei der Film deutlich als märchenhafter Horrorfilm erkennbar. Der Film habe eine düstere Atmosphäre und es gebe mehrere Schreckmomente und Gewaltszenen, die jedoch nicht übermäßig ausgespielt werden würden. Eine Szene, in der Hänsel und Gretel versehentlich halluzinogene Pilze essen und in einen Rausch geraten, wirke eher hysterisch-grotesk und habe keine verherrlichende Wirkung.

### Kritiken
Der Film erhielt überwiegend gemischte Kritiken. Von den bei Rotten Tomatoes ausgewerteten 112 Rezensionen waren 63 Prozent positiv, wobei die durchschnittliche Bewertung bei 6,3 liegt, und bei Metacritic erhielt der Film einen Metascore von 64 von 100 möglichen Punkten bei 17 ausgewerteten Kritiken.
Frank Scheck vom Hollywood Reporter ist vom Film durchweg begeistert. Laut ihm bleibe Gretel & Hänsel der Märchenvorlage weitestgehend treu, schlage allerdings teilweise interessante neue Richtungen ein. So bekommen die von Alice Krige gespielte, furchterregende und beängstigende Hexe eine Hintergrundgeschichte, während die von Sophia Lillis verkörperte Gretel ihre eigenen Kräfte entwickle. Als Horrorfilm habe Gretel & Hänsel nur eine gemächliche Geschwindigkeit, setzte dafür aber auf eine Betonung von Atmosphäre und Stimmung ohne billige Jump-Scares. Dabei überzeuge die Inszenierung mit ungewöhnlich visueller Eleganz, bei der der Kameramann Galo Olivares mit großartiger Bildsprache ein beeindruckendes Bild nach dem anderen liefere. Zudem setzte er Schwerpunkte auf Schatten und Kerzenlicht, während der Großteil des Filmes in einem kastenförmigen Format gezeigt werde. Ebenso können die Designelemente überzeugen, so die Kostüme oder das Szenenbild, unter anderem das architektonisch modernistische Hexenhaus. Als einzigen Kritikpunkt nennt Scheck die größtenteils unnötigen Voiceover von Lillis, die ansonsten das Geschehen dominiere und dabei Reife sowie Stärke vermittle.
Zu einem durchwachsenen Urteil gelangt Christopher Diekhaus von der Kino-Zeit. Schon der Einstieg mache Lust auf mehr, auch wenn unklar bleibe, wie dieser mit der Haupthandlung zusammenhängt. Die schaurige Stimmung werde gut inszeniert, die Horroraspekte kämen durch optische sowie akustische Stilmittel und durch eine gefährlich dröhnende Tonspur wie auch eigenwillig ausgeleuchtete Bilder mit verschwommenen Rändern werde ein Unbehagen beim Zuschauer erzeugt. Das alles werde von einem markanten Farbenspiel unterstützt, das beim Publikum ein traumgleiches, seltsames Gefühl hervorrufe. Obwohl so atmosphärisch vieles richtig gemacht werde, verschenke der Film dennoch zu viel Potential. So fehle die emotionale Wucht und die Handlung sei zu langsam, während die Entwicklung von Gretel, die von Lillis charismatisch gespielt werde, ungenau und überhastet wirke. Des Weiteren würde Regisseur Oz Perkins in Gretels Alpträumen zu oft schlichte, konventionelle Schocktaktiken ohne Wirkung verwenden.
Andrew Barker von Variety konnte von Gretel & Hänsel hingegen nicht überzeugt werden. Für ihn sei der Film ein stilvoller und beeindruckend aussehender Versuch, einen Arthouse-Horrorfilm mit Sensibilität auf die Leinwand zu bringen. Lillis spiele dabei mit einer stillen Intensität, die Kamera finde immer die verwirrendsten Perspektiven und auch das Szenenbild sowie der Soundtrack können überzeugen. Allerdings sei der Film alles in allem eher ominös und trostlos als aufregend und brutal, er mache weder Angst, noch habe er Humor oder Intensität. Die Filmemacher hätte zwar versucht, eine feministische Neuinterpretation umzusetzen, würden sich dabei allerdings weiterhin innerhalb der Genregrenzen bewegen. Das Ganze ende schließlich im Chaos, als der Film in Eile versuche, lose Handlungsenden zusammenzubringen, wodurch es zu einer unerklärlichen Enthüllung im dritten Akt komme.
Ähnlich kritisch steht Doris Kuhn vom Filmdienst dem Film gegenüber. Auch wenn der Inhalt nur wenig Überraschungen verspreche, sei der feministische Ansatz grundsätzlich besser als andere Ideen, wie man in der Vergangenheit bekannte Märchen abwandelte. Ebenso positiv sei die Darstellung der Natur und des Waldes sowie die Farbdramaturgie und Ansätze eines Historienspektakels. Auch das schicke, spitzwinklige Hexenhaus, das neugierig auf seine Geheimnisse mache, und die verwunschene Atmosphäre, der klare Linien und eine moderne Architektur entgegengesetzt werden, lobt Kuhn. Insgesamt mache Gretel & Hänsel allerdings zu wenig aus seinen Ansätzen. So werde nicht klar, ob die Hexe tatsächlich böse ist, Hänsel werde als plumper, selbstherrlicher Junge dargestellt und die Botschaft des Filmes sei Grimm-typisch der Generalverdacht, dass unerwartete Hilfe nicht zufällig komme. Als Fazit zieht Kuhn, Gretel & Hänsel sei ein Horrorfilm, „der nichts weiter bietet als ein paar Schlenker ums Altbekannte, vermengt mit Kunsthandwerk und emanzipatorischen Klischees“.

### Einspielergebnis
Mit einem Einspielergebnis von rund 6 Millionen US-Dollar konnte Gretel & Hänsel Anfang Februar 2020 auf Platz 4 der US-amerikanischen Kino-Charts einsteigen, diese Position in den folgenden Wochen allerdings nicht halten. Die weltweiten Einnahmen aus Kinovorführungen belaufen sich auf insgesamt 22,30 Millionen US-Dollar, von denen der Film allein 15,35 Millionen im nordamerikanischen Raum erwirtschaften konnte. In Deutschland verzeichnete der Film insgesamt 69.902 Kinobesucher.

### Auszeichnungen
Sunset Circle Awards 2020
- Nominierung für die Beste Kamera (Galo Olivares)
- Nominierung für die Beste Filmmusik (Robin Coudert)[19]